# Eparchie joškar-olinská
Eparchie Joškar-Ola je eparchie ruské pravoslavné církve nacházející se v Rusku.

## Území a titul biskupa
Zahrnuje správní hranice území městského okruhu Joškar-Ola a Kozmoděmjansk, také Gornomarijského, Zvenigovského, Kilemarského, Medvěděvského, Oršanského, Sovětského a Jurinského rajónu republiky Marijsko.
Eparchiálnímu biskupovi náleží titul biskup joškar-olinský a marijský.

## Historie
Od zařazení marijského území k Rusku byla většina území součástí kazaňské eparchie, sever a severovýchod patřil vjatské eparchii a západ eparchii nižněnovgorodské.
Ve 20. a 30. letech 20. století existoval marijský vikariát gorkijské eparchie se sídlem v Krasnokokšajsku (dnes Joškar-Ola).
Dne 11. června 1993 byla rozhodnutím Svatého synodu zřízena joškar-olinská eparchie oddělením území z kazaňské eparchie.
Dne 6. října 2017 byla z části území eparchie zřízena eparchie volžská a obě dvě eparchie byly včleněny do nově vzniklé marijské metropole.

## Seznam biskupů

### Marijský vikariát nižněnovgorodské (gorkijské) eparchie
- 1929–1929 Arsenij (Děnisov), odmítl jmenování
- 1929–1931 Ioann (Širokov)
- 1931–1935 Avraamij (Čurilin)
- 1935–1935 Sergij (Kuminskij)
- 1935–1937 Varlaam (Kozulja)
- 1937–1938 Leonid (Antoščenko), svatořečený

### Joškar-olinská eparchie
- od 1993 Ioann (Timofejev)